# Jonathan Estrada
Jonathan Estrada Campillo (Medellín, Colombia; 27 de enero de 1983) es un exfutbolista colombiano, Jugaba como volante ofensivo y fue internacional con la selección de Colombia.

## Trayectoria
En 1996 ingresa a las divisiones menores del Envigado F. C. donde realiza toda su etapa formativa, con la dirección de Álvaro Marín. El 5 de agosto de 2001 debuta como profesional con Envigado F. C. en un partido contra Once Caldas, en Manizales y allí mismo convierte su primer gol como profesional al minuto 79´ en la derrota de su equipo (4:1).

### Primera etapa en Millonarios
En enero de 2007 firmó con Millonarios de Bogotá.
Su debut con Millonarios fue el 4 de febrero de 2007 enfrentando a Real Cartagena en el Estadio Jaime Morón León por la 1a.Fecha del Torneo Apertura 2007 partido que terminó (0:0). El primer gol con la camiseta embajadora lo marcó contra el Cúcuta Deportivo en la 4.ª.Fecha de los Cuadrangules Finales del Torneo Apertura 2007 partido que finalizó (3:1) a favor de los locales.
Para el segundo semestre de 2007 participa con Millonarios en el Torneo Finalización 2007 y la Copa Sudamericana 2007. En la Copa Sudamericana 2007 juega 10 partidos alcanzando la semifinal y anotando 2 goles; el primero contra Atlético Nacional en los dieciseisavos de final en la victoria embajadora (2:3) y el segundo en la semifinal al América en la derrota (2:3).
Su primer paso por el club resultó en 95 partidos donde anotó 9 goles.

### Real Sociedad
En el segundo semestre de 2009 fue cedido a préstamo con opción de compra al club Real Sociedad de la Segunda División de España por pedido expreso del exentrenador de Millonarios y nuevo estratega de la Real Sociedad, el uruguayo Martín Lasarte. Su presentación oficial fue el 14 de julio de 2009.
Tras una pretemporada notable, se perfiló como extremo izquierdo titular en los cuatro primeros encuentros ligueros con el equipo vasco, pero su falta de ritmo y continuidad de juego, le acabaron relegando al banquillo en favor de un jovencísimo debutante procedente de las categorías inferiores del club, el francés Antoine Griezmann. Las notables actuaciones de Griezmann acabaron sentenciando el papel del internacional colombiano en el equipo, que de refuerzo estrella a principio de temporada acabó convertido en un suplente con pocos minutos de juego y escasas oportunidades.
El paso de Estrada en la Real Sociedad se acabó cifrando en 11 partidos de Liga y 1 de Copa del Rey jugados, algo más de la mitad de ellos como titular, sin haber marcado ningún gol, aunque dio una asistencia. En la temporada 2009-2010 fue campeón de la Segunda División de España con Real Sociedad, así logrando el ascenso a Primera.

### Segunda etapa en Millonarios
El discreto papel de Estrada durante todo el año con la Real Sociedad hizo que el club no ejerciera la opción de compra del jugador al finalizar la temporada, por lo que volvió a Millonarios para el Torneo Finalización 2010. Al término de la temporada, termina su ciclo con Millonarios y ficha por el Avaí del Campeonato Brasileño de Serie A.
Esos 6 meses jugó 17 partidos de liga y 7 de Copa Colombia donde anotó 6 goles.

### Avaí
El 7 de enero de 2011, Estrada se anuncia como el fortalecimiento de Avaí para la temporada. Fue el jugador estreno en clubes brasileños. Para el año, el Campeonato Catarinense Avaí disputaría la Copa de Brasil y el Campeonato Brasileño de 2011.
Debido a problemas con la documentación tardía ser colombiano y su país no forma parte del Mercosur, se estrenó en el camino Avaí pospuesto. Solo 8 de febrero atleta había publicado su nombre en el BID (Boletín Diario) de CBF y por lo tanto pueden estar relacionados con su primer partido en la isla del león. en este juego que Estrada salió a la cancha a los 21 minutos del segundo tiempo, llegó a marcar un gol, pero anuló el fuera de juego arbitraje alegando que no sucedió. Aun así, Avai salió victorioso por 2 goles a 1 en contra Marcílio Días en Estadio de la Ressacada.
Su primer gol para el club fue la novena ronda de la ronda de campeonato de Santa Catarina, Avai juego que ganó de lo Concórdia en la ciudad de Concórdia por 4 a 3. Estrada señaló que la meta en segundo lugar, la oportunidad, el equipo comenzó la recuperación. La primera oportunidad para salir jugando como titular llegó el 23 de febrero de 2011, en un partido de la primera fase de la Copa de Brasil. Estrada no defraudó, anotó el primer gol y Avaí salió victorioso por 3-0 en el Vilhena fuera del hogar, y se retira el partido de vuelta sería en Ressacada.
Un objetivo importante de la carretera Avaí sucedido el 24 de abril de 2011, cuando, en un partido correspondiente a la semifinal del Estado robin, Avai vence a su rival más grande Figueirense fuera de casa por 2-0, clasificados para el final y, por añadidura, la eliminación del adversario de la competencia.
El intercambio constante de los entrenadores del club, con el tiempo alterando el jugador del Campeonato Brasileño. Estrada no tuvo muchas oportunidades, jugó en solo 11 juegos y no cobrar ningún gol. Al final de la temporada, Avai fue degradado del camino de la División y no tenía su contrato renovado.

### Patriotas Boyacá
El 16 de enero de 2013 sería confirmado como nuevo jugador del Patriotas Boyacá F.C.

Se despediría con 9 goles en 74 encuentros disputado en dos años con el club de Tunja.

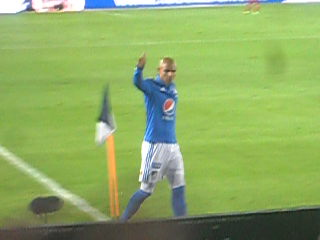
Jonathan Estrada con Millonarios en 2016.

### Deportes Tolima
Para el 2015 llega al Deportes Tolima convirtiendo en figura con el dorsal #10. Sería figura del equipo en todo el 2015 llegando a las semifinales del Apertura y Finalización 2015 siendo eliminados por Independiente Medellín y Atlético Junior respectivamente. También a los octavos de final de la Copa Sudamericana 2015 y llevando a los hombros el equipo en cada partido.

### Tercera etapa en Millonarios
Para el año 2016 Jhonatan Estrada vuelve por tercera ocasión a Millonarios para disputar la Copa Colombia y Torneo Apertura. Debutar el 31 de enero en la victoria 3-0 sobre Patriotas. El 10 de febrero anota su primer gol, de este nuevo ciclo, en el empate a un gol por la primera fecha de la Copa Colombia ante La Equidad.
El 9 de diciembre de 2016 se confirma su salida del equipo. En este último paso por Millonarios anotó seis goles en 40 partidos disputados, consolidandose como titular bajo el mando del entrenador uruguayo Rubén Israel, pero siendo relegado a una ser una alternativa por el argentino Diego Cocca.

### Junior
En enero de 2017 es confirmado como nuevo jugador de Junior de Barranquilla donde disputaría la Copa Libertadores 2017.

### Andorra
En el tramo final de su carrera, regresó a Europa, fichando en la Primera División de Andorra con el Ordino y el Carroi. Durante su paso por el país de los montes, entre estos dos clubes, convirtió 4 goles en 40 partidos. 

## Selección nacional
Ha participado en la Selección Colombia en las categorías sub-17, Sub-20, Sub-23 y Mayores.
En 2003 juega con la Selección Colombia el Torneo Esperanzas de Toulon en la categoría Sub-20. El 23 de enero de 2007 es convocado por Jorge Luis Pinto a la Selección Colombia para el partido amistoso contra Uruguay en Cúcuta. El 10 de mayo de 2007 jugó con la Selección Colombia en el amistoso contra Panamá en la victoria colombiana por (0:4) en el Estadio Rommel Fernández.

## Estadísticas

### Clubes
| Club                              | Temporada           | Liga  | Liga  | Copas | Copas | Internacional | Internacional | Total | Total |
| Club                              | Temporada           | Part. | Goles | Part. | Goles | Part.         | Goles         | Part. | Goles |
| --------------------------------- | ------------------- | ----- | ----- | ----- | ----- | ------------- | ------------- | ----- | ----- |
| Envigado F. C. · Colombia         | 2001                | 2     | 1     | 0     | 0     | -             | -             | 2     | 1     |
| Envigado F. C. · Colombia         | 2002                | 28    | 1     | -     | -     | -             | -             | 28    | 1     |
| Envigado F. C. · Colombia         | 2003                | 14    | 1     | -     | -     | -             | -             | 14    | 1     |
| Envigado F. C. · Colombia         | 2004                | 22    | 3     | -     | -     | -             | -             | 22    | 3     |
| Envigado F. C. · Colombia         | 2005                | 34    | 3     | -     | -     | -             | -             | 34    | 3     |
| Envigado F. C. · Colombia         | 2006                | 35    | 6     | -     | -     | -             | -             | 35    | 6     |
| Millonarios · Colombia            | 2007                | 34    | 1     | -     | -     | 10            | 2             | 44    | 3     |
| Millonarios · Colombia            | 2008                | 34    | 6     | 3     | 0     | -             | -             | 37    | 6     |
| Millonarios · Colombia            | A-2009              | 14    | 0     | -     | -     | -             | -             | 14    | 0     |
| Real Sociedad · (cedido) · España | 2009/10             | 12    | 0     | 1     | 0     | -             | -             | 13    | 0     |
| Real Sociedad · (cedido) · España | Total               | 12    | 0     | 1     | 0     | 0             | 0             | 13    | 0     |
| Millonarios · Colombia            |                     |       |       |       |       |               |               |       |       |
| F-2010                            | 17                  | 5     | 9     | 6     | -     | -             | 26            | 11    |       |
| Avaí · (cedido) · Brasil          | 2011                | 18    | 2     | 7     | 1     | -             | -             | 25    | 3     |
| Avaí · (cedido) · Brasil          | Total               | 18    | 2     | 7     | 1     | 0             | 0             | 25    | 3     |
| Independiente Medellín · Colombia | A-2012              | 14    | 2     | 1     | 0     | -             | -             | 15    | 2     |
| Independiente Medellín · Colombia | Total               | 14    | 2     | 1     | 0     | 0             | 0             | 15    | 2     |
| Patriotas Boyacá · Colombia       | 2013                | 26    | 1     | 4     | 2     | -             | -             | 30    | 3     |
| Patriotas Boyacá · Colombia       | 2014                | 36    | 6     | 8     | 0     | -             | -             | 44    | 6     |
| Patriotas Boyacá · Colombia       | Total               | 62    | 7     | 12    | 2     | 0             | 0             | 74    | 9     |
| Deportes Tolima · Colombia        | 2015                | 34    | 5     | 4     | 0     | 4             | 2             | 42    | 7     |
| Deportes Tolima · Colombia        | Total               | 34    | 5     | 4     | 0     | 4             | 2             | 42    | 7     |
| Millonarios · Colombia            | 2016                | 36    | 5     | 4     | 1     | -             | -             | 40    | 6     |
| Millonarios · Colombia            | Total               | 118   | 17    | 16    | 7     | 10            | 2             | 144   | 26    |
| Junior · Colombia                 | A-2017              | 9     | 0     | 4     | 2     | 4             | 1             | 17    | 3     |
| Junior · Colombia                 | Total               | 9     | 0     | 4     | 2     | 4             | 1             | 17    | 3     |
| Atlético Bucaramanga · Colombia   | F-2017              | 10    | 0     | -     | -     | -             | -             | 10    | 0     |
| Atlético Bucaramanga · Colombia   | Total               | 10    | 0     | 0     | 0     | 0             | 0             | 10    | 0     |
| Envigado F. C. · Colombia         | F-2019              | 5     | 0     | -     | -     | -             | -             | 5     | 0     |
| Envigado F. C. · Colombia         | Total               | 140   | 15    | 0     | 0     | 0             | 0             | 140   | 15    |
| Galaxi Jenlai · Andorra           | 2022                | 11    | 3     | -     | -     | -             | -             | 11    | 3     |
| Galaxi Jenlai · Andorra           | Total               | 11    | 3     | 0     | 0     | 0             | 0             | 11    | 3     |
| FC Ordino · Andorra               | 2022-23             | 29    | 1     | 1     | 0     | -             | -             | 30    | 1     |
| FC Ordino · Andorra               | Total               | 29    | 1     | 1     | 0     | 0             | 0             | 30    | 1     |
| Total en su carrera               | Total en su carrera | 446   | 52    | 46    | 12    | 18            | 5             | 510   | 69    |

### Selección
| Selección                | Año                      | Partidos | Goles |
| ------------------------ | ------------------------ | -------- | ----- |
| Colombia Mayores         | 2007                     | 1        | 0     |
| Total                    | Total                    | 1        | 0     |
| Total Selección Colombia | Total Selección Colombia | 1        | 0     |

## Palmarés

### Campeonatos nacionales
| Título           | Club          | País   | Temporada |
| ---------------- | ------------- | ------ | --------- |
| Segunda División | Real Sociedad | España | 2009/10   |